# 夫が戻る日
『夫が戻る日』（おっとがもどるひ）は、東海テレビ制作・フジテレビ系列で、1987年1月5日～4月3日に放送された昼ドラマである。

## 概要
夫の浮気を知った妻が不倫して家族に危機が...

## キャスト
- 松原智恵子[2]
- 橋本功[2]
- 黒田福美[2]
- 鈴木美司子[2]
- 加藤保紀[2]
- 左時枝[2]
- 阿藤海（現・阿藤快）
- 谷隼人[2]
- 松澤一之
- 棟里佳
- 工藤明子
- 頭師孝雄
- 松村達雄[2]

## スタッフ
- 脚本 - 田村孟[2]
- 音楽 - 小六禮次郎[2]
- 演出 - 大西博彦、井村次雄
- 制作 - 東海テレビ[2]、東宝

## 主題歌
- 「夕映えを待ちながら」

作詞：園部和範 / 作曲：和泉一弥 / 唄：因幡晃
レーベル：バップ